# Parrya angrenica
Parrya angrenica är en korsblommig växtart som beskrevs av Viktor Petrovitj Botjantsev och Aleksei Ivanovich Vvedensky. Parrya angrenica ingår i släktet Parrya och familjen korsblommiga växter. Inga underarter finns listade i Catalogue of Life.